# Polycentropus nascotius
Polycentropus nascotius là một loài Trichoptera trong họ Polycentropodidae. Chúng phân bố ở miền Tân bắc.